# Ngara
Ngara is een plaats in Tanzania in de regio Kagera (Ngara (district)). Er wonen ongeveer 10.000 mensen. Het ligt nabij de rivier Ruvubu en aan de weg naar de grens met Rwanda. Ngara heeft een regionale luchthaven.
Sinds 2008 is Ngara een zetel van het rooms-katholiek Bisdom Rulenge-Ngara.